# 卡路士·卡西拿斯
卡路士·阿古路·卡西拿斯·賓奴（Carlos Arturo Cáceres Pino，1977年4月28日—），是智利的足球運動員，司職前鋒。因為馬來西亞足球協會實施禁止外援政策，馬來西亞球隊霹靂逼不得已放棄卡西拿斯，該名射手曾在亞洲足協盃對傑志射入兩球，加上是智利籍，故得到傑志教練兼同鄉摩蘭奴青睞，最後亦順利加盟傑志，在2009年賀歲盃足球賽中，他亦代表擁有傑志班底的港聯，在初賽對南華飛馬隊，他接應隊友傳中球作二傳給森姆迪奧遠射入網，在三十二分鐘，他接應隊友長傳與對手守門員奧利華拉爭球，雖已越位，但奧利華拉刻意「起雙腳」踢向他，經出場治療後，他沒有大礙，奧利華拉被球證黃牌警告，球隊最後互射十二碼反敗，奧利華拉事後經兩隊職員安排向卡西拿斯道歉和握手言和，但被港聯教練摩蘭奴阻止，南華飛馬隊教練金判坤受群眾壓力，位置被李健取而代之，至於港聯在季軍賽，因祖利亞繼初賽後再次射失十二碼，最終包尾收場。
2009-2010年球季，傑志宣佈已從西班牙羅致了5至6名的外援，現有的外援全部不獲留用，他最終返回智利。

## 相關連結
- Profile （页面存档备份，存于） at PlayerHistory.com